# Systemskiftet 1901
Systemskiftet fandt sted d. 24. juli 1901 og er betegnelsen for overgangen fra kongevalgte regeringer til regeringer baseret på Folketingets flertal. Den såkaldte folketingsparlamentarisme betød, at det konservative parti Højre, der havde været ved magten siden 1865, måtte overlade regeringsmagten til bondepartiet Venstre. Dette skyldtes Højres markante nederlag ved valget i 1901, som tvang Christian 9. til at anmode konseilspræsidenten Hannibal Sehested om at træde tilbage. I stedet for at pege på folketingsflertallets foretrukne kandidat, J.C. Christensen (formand for Venstre), valgte kongen at udpege den juridiske professor Johan Henrik Deuntzer (også fra Venstre) som forhandlingsleder.
Selvom parlamentarismen først blev skrevet ind i Grundloven i 1953, var det parlamentariske princip fra 1901 dansk statsskik og fik efterhånden status af en retssædvane og blev dermed en del af forfatningen. Dette betød, at man i Folketinget ikke kunne have et flertal mod sig, hvis man skulle danne regering.

## Baggrund
Den danske Rigsdag havde siden 1849 bestået af Folketinget og Landstinget. Folketinget blev valgt af den del af folket, der havde valgbarhed og stemmeret; disse rettigheder havde kvinder og tyende dog endnu ikke. I Landstinget blev 12 ud af 66  medlemmer udpeget af kongen, halvdelen af resten blev valgt af dem, der betalte mest i skat, som bestod af godsejere, rige købmænd og ejere af fabrikkerne i byerne, mens de resterende 27 blev valgt af dem, der havde valgret til Folketinget.
Hver gang en ny lov skulle vedtages, skulle det ske både i Folketinget og Landstinget. Det betød, at mange nye love aldrig blev endeligt vedtaget, da de blev vedtaget i Folketinget, men bagefter nedstemt i Landstinget. Et eksempel herpå er en lov om kvinders valgret, som således ikke kom til at gælde.

## Optakt
Den 20. maj 1870 krævede Venstremanden Christen Berg, at parlamentarismen skulle indføres i Folketinget. Han baserede sin ide på Grundloven, nemlig at folket skulle styre sig selv. Han mente, at flertallet i Folketinget kunne udtrykke borgernes vilje. Venstre var dengang, hvad vi i dag vil kalde et venstreorienteret parti[kilde mangler], i modsætning til partiet Højre, der var et højreorienteret parti. Det var blandt repræsentanterne for Højre, kongen dengang udpegede sine regeringer. Han havde sine meningsfæller blandt landets rigeste godsejere og byernes rigeste borgere, men manglede tiltro til, at bønder, arbejdere og andre af jævn herkomst kunne være med til at styre landet. Helt frem til foråret 1901 lod han sig påvirke af Hannibal Sehested, som advarede ham om, at indførelsen af parlamentarismen ville give Folketinget magten og reducere hans egen og Landstingets betydning. 
De seneste årtier havde partierne Venstre og Højre været i konflikt med hinanden. Men i 1894 kunne de to partier endelig blive enige om noget. Det var enighed om sociale forbedringer, der bl.a. indebar en statsanerkendelse af og et økonomisk tilskud til sygekasserne, hjælp til lægehjælp og medicin. Denne enighed bundede i en gensidig frygt for, at Socialdemokratiet skulle få flere mandater i Folketinget. I Venstre håbede man, at der nu kunne være Venstremænd i Regeringen, mens man i Højre havde en bred kreds, der mente, at Estrup skulle gå af. 
Til Landmandsforsamlingens udstilling i juni 1894  forventede de forskellige fagmænd, at Estrup ville offentliggøre sin afsked. Dette skete dog ikke. I stedet holdt kongen, Christian 9. en takketale, hvor han udtrykte sin glæde for Estrup, og et håb om at han ville blive ved posten, så længe kongen levede. Efter middagen satte kongen og Estrup sig på en bænk ved søen. Hvad de præcist talte om, kan vi ikke vide. Men vi kan gisne om, at Estrup muligvis takkede nej til at blive længere på posten som statsminister, fordi Højre i Landstinget havde gjort det klart for ham, at det havde lovet Venstre hans afgang som en del af forliget 1. april 1894 og derfor ikke kunne støtte ham, hvis han fortsatte på posten som konseilspræsident. I august 1894 var det da også slut med Estrup-regeringen.
Estrup og Christian 9.s gensidige tillid var dog ikke brudt. Derfor var det også andre Højreregeringer, der fik magten efter Estrup. Først regeringen Reedtz-Thott, derefter regeringen Hørring og endelig regeringen Sehested. Det lykkedes imidlertid Venstre at henlægge en række vigtige bevillingssager, bl.a. spørgsmålet om Københavns Befæstning til finansudvalget, hvor de blev "begravet".  Først i 1901 kom den længe ventede venstreregering til magten, fordi det var lykkedes Venstremanden J.C. Christensen at splitte Højre i Landstinget. Det betød, at der var udsigt til, at Højre ville miste sit flertal i Landstinget ved landstingsvalget i 1902.
I 1901 opnåede Venstre 76 mandater. Socialdemokratiet var i fremgang og fik 14, mens Højre, der havde dannet regering i flere årtier, nu kun havde 8 mandater tilbage ud af Folketingets dengang 113 mandater . Nu kunne man endelig få opfyldt drømmen om, at en bonde fra Venstrepartiet kunne blive minister. Det var dog ikke nemt for kongen at acceptere, at det nu var Venstre og ikke Højre, der skulle sidde ved magten. Når han alligevel gik han med til det, skyldtes det især råd fra kongens svigerdatter, Prinsesse Marie, og ledende finansfolk, der overbeviste ham om, at han ikke kunne udsætte systemskiftet længere. 

## Forhandlinger
Regeringen Sehested nægtede den 18. marts 1901 at fraskrive sig provisoriet som politisk middel. Dette stod i kontrast til Tage Reedtz-Thott, der havde erklæret, at han aldrig ville vedtage midlertidige love hen over hovedet på Folketinget. Konsekvenserne blev fatale for regeringen. Ved folketingsvalget 3. april 1901 blev Højres folketingsgruppe halveret, så den nu blot bestod af otte mænd. Christian 9. var derfor nødt til at anmode Sehested om at træde tilbage. Kongen ville imidlertid ikke opfordre Venstres leder og folketingsflertallets foretrukne kandidat J.C. Christensen til at skabe en regering, men opfordrede efter råd fra prinsesse Marie i stedet Johan Henrik Deuntzer (også fra Venstre), professor i jura, til at danne den kommende regering. Kongen stillede ifølge Deuntzer selv ingen betingelser, men opfordrede til, at der ikke blev optaget socialistiske arbejdere fra Socialdemokratiet i regeringen. Kongen havde ifølge mange historiske fremstillinger valgt Deuntzer som forhandlingsleder, fordi denne havde omtalt sig selv som ”i nogen grad Venstremand”.  Det kunne den Højre-venlige konge gå med til. Historikeren Søren Mørch mener imidlertid, at kongen udnævnte ham som forhandlingsleder, fordi han i 1897 var medstifter af Det Østasiatiske Kompagni (ØK), hvor han sad i bestyrelsen frem til 1910.
Det var ikke nogen nem opgave for Deuntzer, da der eksisterede flere forskellige grupper indenfor Venstre. Viggo Hørup modarbejdede, bl.a. bistået af Politikens redaktion, Deuntzers kandidatur til posten som konseilspræsident. Deuntzer bragte Ludvig Holstein-Ledreborg i forslag, men dette afviste både J.C. Christensen og Peter Alberti. Efter seje forhandlinger gik ministerkabalen omsider op, da Christensen accepterede at Hørup indtrådte i regeringen. Således blev de fleste grupper tilgodeset, og J.C. Christensen var selvskreven til at få en ministerpost. Også en bonde skulle sidde med i regeringen. Den første af slagsen var Ole Hansen fra Slagelse.
Regeringen J.H. Deuntzer var den første, der blev dannet med et parlamentarisk grundlag. Parlamentarismen, hvor det parti, der havde flest stemmer bag sig, kom til magten, var hermed etableret i Danmark. En regering kunne nu ikke udnævnes eller overleve, hvis det var i mindretal i Folketinget. Kongen kunne nu heller ikke udnævne ministerier uafhængigt af Folketinget.

## Magtskiftet
Magtskiftet foregik med udgangspunkt i grundlovens krav om, at finansloven (Statsbudgettet) skal vedtages i Folketinget, før nogen anden lov kan sættes i kraft. Det betød konkret, at kongen ikke længere kunne indsætte regeringer efter eget forgodtbefindende, men i stedet måtte udnævne den regering, som havde et folketingsflertal bag sig. Dette afsluttede perioden kendt som forfatningskampen.
I samtiden var det først og fremmest kampen om Folketingets ret, der stod i centrum, men i tilbageblikket kan processen omkring systemskiftet også ses som en løsning på de begyndende sociale spændinger i industrisamfundet. Fra den synsvinkel havde systemskiftet fem elementer:
- Den udøvende magt – regeringen – byggede nu på flertallets politik og ikke på kongens. Sådan havde det ellers været tidligere.
- Man fandt frem til en metode, så forskellige lag af befolkningen kunne komme til orde, nemlig gennem de moderne folkepartier.
- Ved at tage konsekvensen af Grundlovens krav om den lige og almindelige valgret knæsatte man princippet om, at alle var ligeværdige borgere.
- Man fandt frem til det, der siden er blevet kaldt "Den danske model", hvor alle grupper gensidigt respekterer hinanden og indgår et forpligtende samarbejde i fælles interesse.
- Man fandt frem til et system, som kunne rumme den nye, kapitalistiske produktionsform uden at tillade dens farligste følgevirkninger.

Bag disse fem punkter lå den usagte forudsætning, at samtlige sociale grupper anerkendte, at alle andre gruppers interesser var legitime. Derfor betød systemskiftet, at man gik fra et eksklusivt, politisk system, hvor både bønder og arbejdere blev holdt uden for indflydelse, til et politisk system, hvor alle havde både ret til og adgang til at være medbestemmende.
I en serie interviews med nogle af deltagerne i forhandlingerne har historikeren Aage Friis søgt at afdække årsagerne til, at systemskiftet ikke gennemførtes konsekvent i 1901. Der er dog en række dunkle punkter i forbindelse med Friis' beskrivelse af forløbet af forhandlingerne, bl.a. fordi Christensen ikke bidrog til interviewserien, ligesom Deuntzer blot gav nogle korte kommentarer til andenhåndsvidners udsagn.

## Følger
Historikeren Povl Engelstoft, udtalte 40 år efter systemskiftet ”Den, der har oplevet 24.juli 1901 som ung, vil mindes den som en mærkelig gennembruddets dag, i slægt vel med den junidag 1849, da grundloven blev givet. Folket havde fået styret for sig selv. Bonden var efter et halvt århundredets kamp for ligeret med de andre med de andre nået op i slottets sale. Det luftede, det lyste, det stemte for brystet som et kommende vejr. Flagene gik til tops foran gårde og huse, og mangen småmand kunne med ærligere følelse sige Danmarks navn”. 
Systemskiftet kan siges at være udgangspunktet for den nugældende statsskik, hvor kongehusets magt er af symbolsk og repræsentativ art, mens den reelle politiske magt ligger hos regeringen og Folketinget.
På trods af flere års forfatningskamp blev parlamentarismen ikke indføjet i den nye Grundlov af 1915. Men på andre områder var denne Grundlov med til at vise, at Danmark nu gik i den demokratiske retning. Denne Grundlov indeholdt tre vigtige ændringer:
- 1. Valgretten blev udvidet, dels fordi valgretsalderen til Folketinget gradvis skulle sænkes til 25 år, dels fordi også kvinder og tjenestefolk fik stemmeret.
- 2. Landstinget blev reformeret – nu kunne alle stemmeberettigede stemme til folketings-og landstingsvalgene - dog at valgretsalderen til Landstinget blev sat til 35 år.
- 3. Valgloven blev ændret – allerede i 1901 var stemmeafgivningen gjort skriftlig og hemmelig.[17]

Parlamentarismen blev først indskrevet i Grundloven 1953, således at en statsminister, der har et flertal imod sig, skal gå af eller udskrive valg. Landstinget blev afskaffet i 1953, og kun Christian 10. har ved to lejligheder prøvet at blande sig i regeringsdannelsen – i 1920 (under Påskekrisen) og 1940 (hvor kongen annoncerede overgivelsen ifbm. Besættelsen).

## Eksterne links
- Bodil Olesen : ”Kvinders valgret 1849-1915”
- Erik Strange Petersen: ”Systemskiftet 1901” Arkiveret 4. februar 2013 hos  Wayback Machine.
- Jacob Brønnum Scavenius: ”J.H. Deuntzer 1845-1918”
- Henning Poulsen : ”Systemskifte og grundlovsændring” Arkiveret 4. februar 2013 hos  Wayback Machine